# توموسنتز
توموسنتز (Tomosynthesis) یا ماموگرافی دیجیتال سه بعدی نام گونه ای از مقطع‌نگاری رایانه‌ای است که برای سرطان پستان کاربرد ویژه دارد.
از آنجایی که توموسنتز حساسیت تشخیص سرطان سینه بهتری را از خود نشان میدهد، انتظار میرود که این سیستمها شیوه تصویربرداری متداول ماموگرافی را جایگزین کنند بخصوص اینکه از نظر آسایش بیمار نیز سهولت و قابلیت بیشتری از خود نشان میدهند.
این شیوه در دهه ۱۹۳۰ نخستین بار پیشنهاد شد و از سیستمهای سی تی خطی (هندسی) نشات می گیرد.
دز دریافت شده به بیمار با وجود بهبود کیفیت تصویر این سیستمها چندان افزایش نسبی قابل توجهی (نسبت به شیوه ماموگرافی متداول) ندارد و این یکی از نقاط قوت این روش تصویربرداریست.
این روش توسط اداره مواد غذائی و داروئی ایالات متحده آمریکا (FDA) تایید گردیده است..